# Fórceps

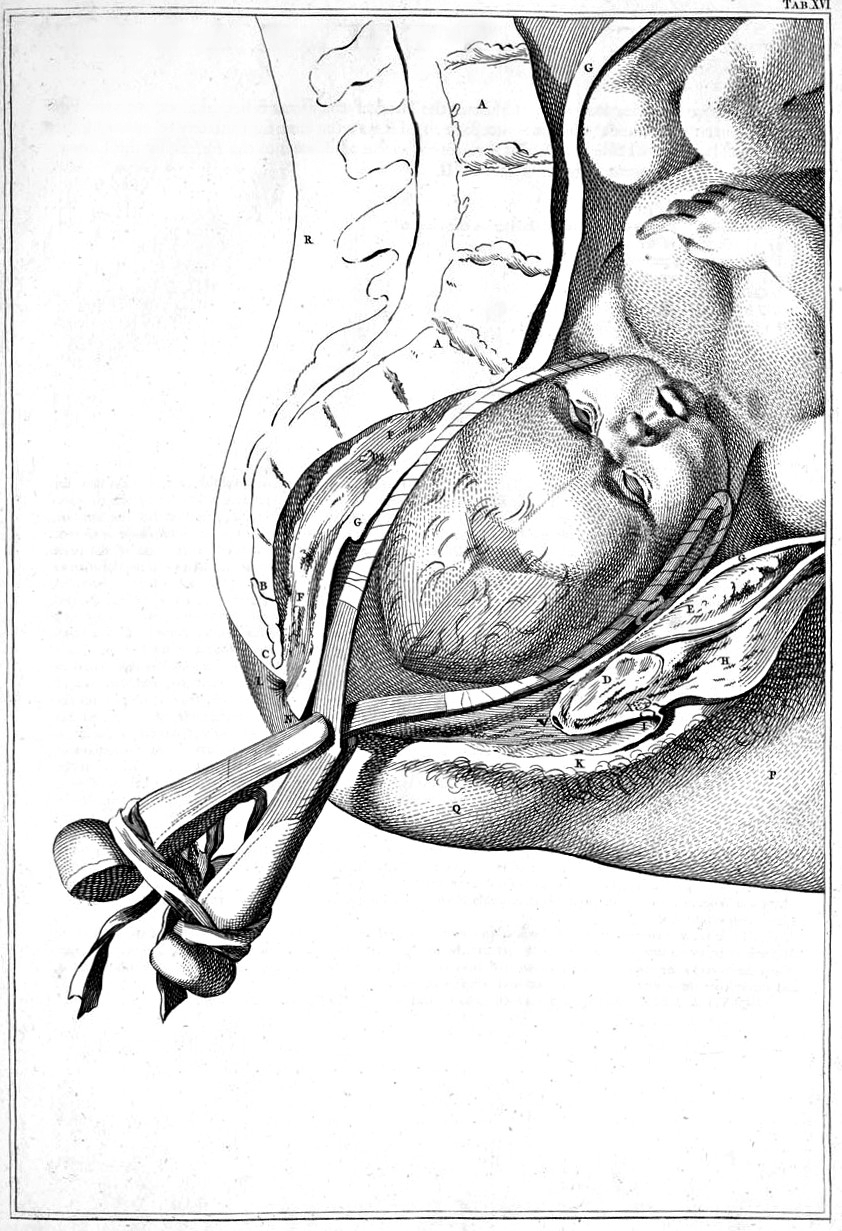
Dibujo de William Smellie de un parto mediante el uso del fórceps

El fórceps (lat. forceps, tenaza) (el plural es invariable) es un instrumento obstétrico en forma de tenazas, que sirve para ayudar a la extracción fetal desde la parte exterior simulando los mecanismos del parto normal. Sus indicaciones son comunes a las de otros partos instrumentales: patología materna, riesgo de pérdida de bienestar fetal, alivio del período expulsivo, etc.
Constan de dos ramas o palas metálicas que se articulan entre sí en su parte media, y tienen en un extremo los mangos y en el otro las cucharas o parte de prensado, habilitadas con una curvatura tal que se adaptan a la forma de la cabeza fetal y a las curvaturas de la pelvis ósea femenina o canal de parto óseo.
En odontología, se refiere al instrumento utilizado para la exodoncia de piezas dentarias. Se asemeja a una pinza de aproximadamente 17 cm de largo. Hay una gran variedad de formas, según el uso para el cual está indicado, ya sea exodoncia de piezas posterosuperiores (forma de bayoneta e inglés o en S itálica), para dientes anteriores como el fórceps recto anterior o para inferiores como el curvo sobre el borde entre otros. Así mismo, hay de diferentes tamaños de bocados o parte activa (con la que se hace la aprehensión de los dientes): fino, mediano y grueso.

## Aspectos positivos
- Un fórceps debe aplicarse cuando se considera que la presentación fetal ha alcanzado el III plano de Hodge. Para presentaciones por encima de este plano, el fórceps suele estar proscrito, prefiriéndose la realización de una cesárea.
- En ocasiones, puede usarse para una extracción fetal inmediata, evitándose así una cesárea urgente.
- Permite realizar la rotación adecuada del feto cuando este no la realiza por sí mismo, así como corregir defectos de asinclitismo.

## Aspectos negativos
Para el bebe:
- Cortes y/o heridas que desaparecen en pocos días sin dejar secuelas.
- De forma ocasional (y temporal), daño a los nervios faciales (Nervio craneal VI, o nervio abducens, causando estrabismo).
- Raramente, fractura de clavícula.
- Raramente, hemorragia intracraneal, que es causa de muerte en 4/10,000 casos[3]
- Lesiones del plexo braquial del recién nacido, como por ejemplo las parálisis de Duchenne-Erb y de Déjerinne-Klumpke, que se corrigen bien espontáneamente, o bien con ejercicios de rehabilitación.

Para la madre:
- Aumenta el riesgo de laceración perineal, prolapso de órganos pélvicos (particularmente cérvix y esfínter anal) e incontinencia.
- Aumenta el tiempo de recuperación post-natal, así como el dolor asociado.
- Aumenta la dificultad para hacer las propias necesidades durante el tiempo de recuperación.

## Historia
El fórceps obstétrico fue ideado por el cirujano francés Peter Chamberlen poco antes de su muerte, en 1631. Su invento consistía en dos hojas metálicas, ahuecadas y curvadas que se introducían en la pelvis femenina y se situaban alrededor de la cabeza del hijo, uniéndose en la posición adecuada para poder extraer al bebé en un parto que se complicara. La técnica se convirtió en un secreto que su familia, ya establecida en Inglaterra, mantuvo durante cien años. Para evitar que se descubriera, el médico vendaba los ojos de la parturienta y hacía salir del cuarto a la comadrona y sirvientas. Fue el doctor Hugh Chamberlen, hijo del inventor, el que lo aprovechó para rentabilizarlo económicamente. La corporación que formó llegó a ser tan influyente que hasta 1732, año en que se desveló el misterio de los fórceps, nadie en Inglaterra podía licenciarse en Medicina sin adquirirlos, por supuesto, a un precio desmesurado.